# Tercera
Se denomina tercera al intervalo de tres grados entre dos notas de la escala musical. 
Existen diferentes tipos de terceras:
- disminuidas: se producen cuando hay un tono de distancia entre las dos notas.
  - Las terceras disminuidas tienen la misma longitud tonal que las segundas mayores.
- menores: se producen cuando hay un tono y un semitono de distancia entre las dos notas.
  - Las terceras menores tienen la misma longitud tonal que las segundas aumentadas.
- Mayores: se producen cuando hay dos tonos de distancia entre las dos notas.
  - Las terceras mayores tienen la misma longitud tonal que las cuartas disminuidas.
- Aumentadas: se producen cuando hay dos tonos y un semitono de distancia entre las dos notas.
  - Las terceras aumentadas tienen la misma longitud tonal que las cuartas justas.

La tercera menor corresponde a la relación de frecuencias 6:5, mientras que la tercera mayor corresponde a la relación 5:4.

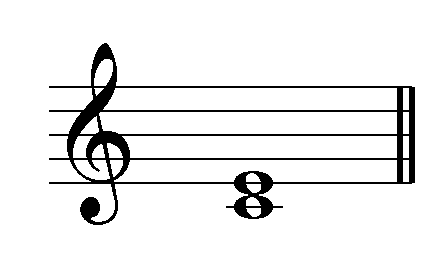
Tercera mayor entre do y mi
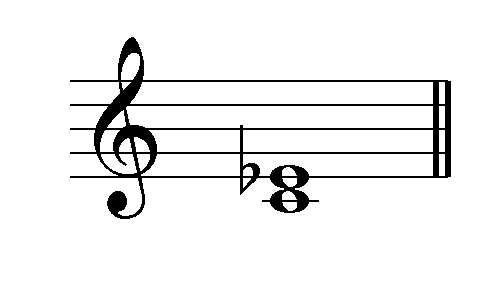
Tercera menor entre do y mi♭

Si un intervalo de tercera es invertido se convierte en una sexta.